# Ramón Cota Borbón
Ramón Cota Borbón (Ciudad Obregón, Sonora; 1 de diciembre de 1927 - Hermosillo, Sonora; 5 de noviembre de 2011) fue un político y líder campesino sonorense, fue tres veces diputado local en el Congreso del Estado de Sonora.

## Educación y vida personal
Nacido en Cajeme, Sonora. Hijo de Wenceslao Cota Torres y de Esperanza Borbón Rábago. Fue el primero de tres hijos, sus hermanos Wenceslao Cota Borbón y María de los Ángeles Cota Borbón. Realizó estudios diversos de contabilidad en la escuela Pitman en Cajeme. Contrajo matrimonio el 30 de agosto de 1951 con la señora María Dolores Encinas, pero enviudó muy joven, a la edad de 34 años, para no volverse a casar. Del matrimonio nacieron sus hijos Ramón, Luis Abraham, Jorge Alberto, Silvia, Ramón, Gabriel Enrique y Desdémona.

## Actividad partidista y profesional
Tuvo su primer puesto de elección popular como regidor propietario del H. Ayuntamiento de Cajeme en el período 1952-1955, a los 25 años de edad se integró al cabildo de Cajeme como cuarto regidor, junto con Faustino Félix Serna, Saturnino Saldívar y Júlio Schwarzbeck que ocupaban los tres primeros lugares.
Trabajó como almacenista en las obras de construcción de la presa del Oviáchic (1947-1952) aplicando sus conocimientos de contabilidad, libraba importantes batallas en la incipiente CNC, y era miembro de la colonia agrícola Francisco Villa en la comunidad de Agua Blanca ubicada en el municipio de Etchojoa.
En 1958 recibe de Martín Galindo la dirigencia estatal de la CNC. Ese mismo año es postulado candidato a diputado local en la XLII Legislatura del Congreso del Estado de Sonora.
Con la llegada del profesor tlaxcalteca, Francisco Hernández y Hernández al Banco Ejidal, exdirigente nacional de la CNC es designado por éste como agente del Banco Ejidal en Vícam y, posteriormente, en Cananea entre 1964 y 1970.
En Cananea le encargan la recepción al candidato a la presidencia de la República, Luis Echeverría. Era 1969, Faustino Félix Serna era el gobernador de Sonora, y veía bien a su excompañero de cabildo en Cajeme. Lo protegió, lo promovió y lo impulsó de nuevo –y por segunda ocasión– al liderazgo de la CNC para relevar a Francisco Arispuro Calderón, regresando Cota a la Cámara de Diputados para la legislatura de 1973 a 1976 en la XLVII Legislatura del Congreso del Estado de Sonora. 
A invitación del Secretario de Agricultura del gobierno del presidente de México José López Portillo, Francisco Merino Rábago, se hace cargo del distrito de desarrollo rural en Tomatlán, Jalisco, donde pasa de finales de los setenta hasta avanzados los ochenta. En el gobierno de Rodolfo Félix Valdés vuelve al congreso local representando a Ures, en la LI Legislatura del Congreso del Estado de Sonora de 1985 a 1988.
Salvador Alvarado de esta entidad, y luchador social de los trabajadores del campo de la Confederación Nacional  Campesina, CNC.
El 2010 la dirigencia de la CNC en Sonora, representada por Sergio Lugo Mendívil, el líder campesino Trinidad Sánchez Leyva, titular del Sindicato, así como exdirigentes de este sector, brindaron un homenaje en las instalaciones del Sindicato "Salvador Alvarado", en conjunto con trabajadores del campo de la Costa de Hermosillo, el Sahuaral, Pesqueira, Carbó y otros campos de los municipios de Guaymas, Cajeme y Etchojoa, reconociéndolo como creador del primer sindicato campesino de Sonora, surgido en 1974.